# Marc Seguin
Marc Seguin (Annonay, 20 aprile 1786 – Annonay, 24 febbraio 1875) è stato un ingegnere francese.

## Carriera
Seguin progettò il primo ponte sospeso in Europa e introdusse l'utilizzo dei cavi metallici nella costruzione dei ponti.
Fu progettista della Sant'Etienne-Lione, la prima ferrovia francese e dopo aver visto all'opera la Locomotion di George Stephenson, introdusse personali innovazioni allo sviluppo della locomotiva a vapore. Nel 1829 consegnò, proprio per la Sant'Etienne-Lione, due esemplari di sua progettazione che prevedevano la prima caldaia tubolare della storia. 
Il suo nome è inciso sulla Torre Eiffel.